# Mitologia selknam
La mitologia selknam è la raccolta dei miti appartenenti alla cultura selknam e haush, nella Terra del Fuoco.

## Cosmologia
Nella mitologia selknam, il cosmo è diviso in quattro sho'on o cieli infiniti, che rappresentano i quattro punti cardinali:
- Kamuk: Cielo del Nord.
- Kéikruk: Cielo del Sud.
- Wintek: Cielo dell'est. È il più importante dei quattro sho'on, essendo la residenza di Temáukel e la fonte di tutta l'esistenza.[2][3][4]
- Kenénik: Cielo dell'ovest.

Ogni shó'on è stato associato con le stagioni. Il Kamuk simboleggiava la primavera e l'estate, il Kéikruk l'inverno, il Kenénik l'autunno e, infine, il Wintek simboleggia tutte le stagioni e, forse, anche il tempo.

## Dei e spiriti
La religione dei Selknam tende ad essere descritta come politeista, principalmente dall'esistenza di vari personaggi che sono considerati divinità. Ma nondimeno, è necessario chiarire che, secondo le credenze del popolo selknam solo Temáukel è riconosciuto come un dio, mentre tutti gli altri personaggi della mitologia sono identificati come antenati mitologici. D'altra parte, è importante indicare che le caratteristiche attribuite a questi antenati mitologiche sono tipiche di quelle esseri che potremmo definire come dei. Per questo, è quindi possibile considerare che la religione dei Selknam era, piuttosto, di carattere enoteistica. Così, abbiamo un essere superiore, simile al Dio delle religioni abramitiche, che corrisponde a Temáukel; dei o antenati mitologiche chiamati howenh, di cui il primo per abitare la Terra era Kenos, un dio creatore, mandato da Temáukel; e infine Xalpen e loro subordinati, i Soorts, che erano gli abitanti del mondo sotterraneo.

### Temáukel
Temáukel è il dio supremo del pantheon selknam e haush e, in teoria, di tutte le divinità Selknam, è l'unico che è considerato un dio in sé, dal momento che le altre divinità sono identificati, piuttosto come antenati mitologici. Si tratta di un dio primordiale, quindi, è sempre esistito. Abita nella Cupola Celeste, nel Wintek, ed è il creatore della stessa e della Terra primitiva.

### Howenh
Gli howenh, sebbene siano dei, non sono stati riconosciuti dai Selknam come divinità, ma come antenati mitologici, dal momento che l'unica divinità in quanto tale è Temáukel. Costituiscono le grandi forze della natura, ma prima di trasformarsi in questi elementi, erano umani. Tra i più importanti vi sono Kenos, il primo dei howenh; Kwányip e Čénuke; Kojh, howenh del mare; Kren, howenh del sole; Kre, howenh della luna; Josh, howenh della neve; e Shenrr, howenh del vento.

### Xalpen
Xalpen è la dea degli inferi. Ha sette compagni chiamati Soorts: Sate, Yoisik, Wakus, Keyaisl, Talen, Pawus e Sanu. Oltre a loro, ci sono un sacco di Soorts subordinati senza un nome specifico.